# Star Wars: Episodio VII - El despertar de la Fuerza
Star Wars: Episodio VII - El despertar de la Fuerza (título original: Star Wars: Episode VII - The Force Awakens) es una película estadounidense del género space opera, dirigida por J. J. Abrams, producida por Kathleen Kennedy, Abrams y Bryan Burk y escrita por Lawrence Kasdan, Abrams y Michael Arndt, es la séptima entrega de la saga Star Wars, atendiendo tanto a la fecha de estreno como a la cronología interna de la serie, pues transcurre unos 30 años después del sexto episodio, Return of the Jedi (1983). Inicia así una tercera trilogía, que se añade a las dos ya existentes. Producida por Lucasfilm y Bad Robot Productions (propiedad de Abrams) y distribuida a nivel mundial por Walt Disney Studios Motion Pictures, El despertar de la Fuerza sigue la lucha de Rey, Finn y Poe Dameron con la Resistencia, liderada por veteranos de la Alianza Rebelde, contra Kylo Ren y la Primera Orden, surgida a partir del Imperio Galáctico.
El reparto principal de la película está compuesto por los actores Adam Driver, Daisy Ridley, John Boyega, Oscar Isaac, Domhnall Gleeson y Andy Serkis, con Harrison Ford, Mark Hamill, Carrie Fisher, Anthony Daniels, Peter Mayhew y Kenny Baker retomando los papeles que ya habían interpretado en episodios anteriores.
Es la primera película de la saga Star Wars en ser producida tras la adquisición de Lucasfilm por parte de Disney en octubre de 2012, con el consecuente retiro de George Lucas, quien aun así ha colaborado en ella como consultor creativo durante las primeras etapas de producción. La película está producida por Kathleen Kennedy (presidenta de Lucasfilm), Abrams y Bryan Burk, su colaborador desde años atrás. Abrams y Lawrence Kasdan, coescritor de dos películas de la trilogía original (The Empire Strikes Back y Return of the Jedi), reescribieron un guion inicial de Michael Arndt. John Williams, compositor de las música de las seis películas anteriores, volvió para componer la música de la película. El proyecto de realización de El despertar de la Fuerza fue anunciado el 30 de octubre de 2012. El rodaje, realizado en formato 35mm en estudios y exteriores repartidos entre el Reino Unido, Islandia y Emiratos Árabes Unidos, comenzó en Abu Dabi el 16 de mayo de 2014 y terminó en el Reino Unido, en los estudios Pinewood, el 3 de noviembre de ese mismo año.
El despertar de la Fuerza tuvo su preestreno en Los Ángeles el 14 de diciembre de 2015, y se estrenó el 18 de diciembre de 2015 en 2D, 3D e IMAX 3D, más de 10 años después del estreno del último episodio de la segunda trilogía, La venganza de los Sith (2005) y 32 años de la primera trilogía Star Wars: Episode VI - Return of the Jedi (1983) . Ha sido muy bien recibida, tanto por la crítica especializada como por la mayoría del público y seguidores de la saga. Además, ya es la película con mayor recaudación de la saga y la cuarta película más taquillera de todos los tiempos.
El episodio VII tiene dos secuelas 
, el Episodio VIII - Los últimos Jedi y el Episodio IX - El ascenso de Skywalker, última película en la trilogía secuela, estrenada el 20 de diciembre de 2019.

## Argumento
Hace mucho tiempo en una galaxia muy, muy lejana [...] Luke Skywalker ha desaparecido. En su ausencia, la siniestra PRIMERA ORDEN ha surgido de las cenizas del Imperio y no descansará hasta que Skywalker, el último Jedi, haya sido destruido. [...] Con el apoyo de la REPÚBLICA, la General Leia Organa dirige una valiente RESISTENCIA. Desesperadamente busca a su hermano Luke con el fin de obtener su ayuda para restaurar la paz y la justicia en la galaxia. [...] Leia ha enviado a su piloto más audaz en una misión secreta a Jakku, donde un viejo aliado ha descubierto una pista del paradero de Luke...
Texto introductorio

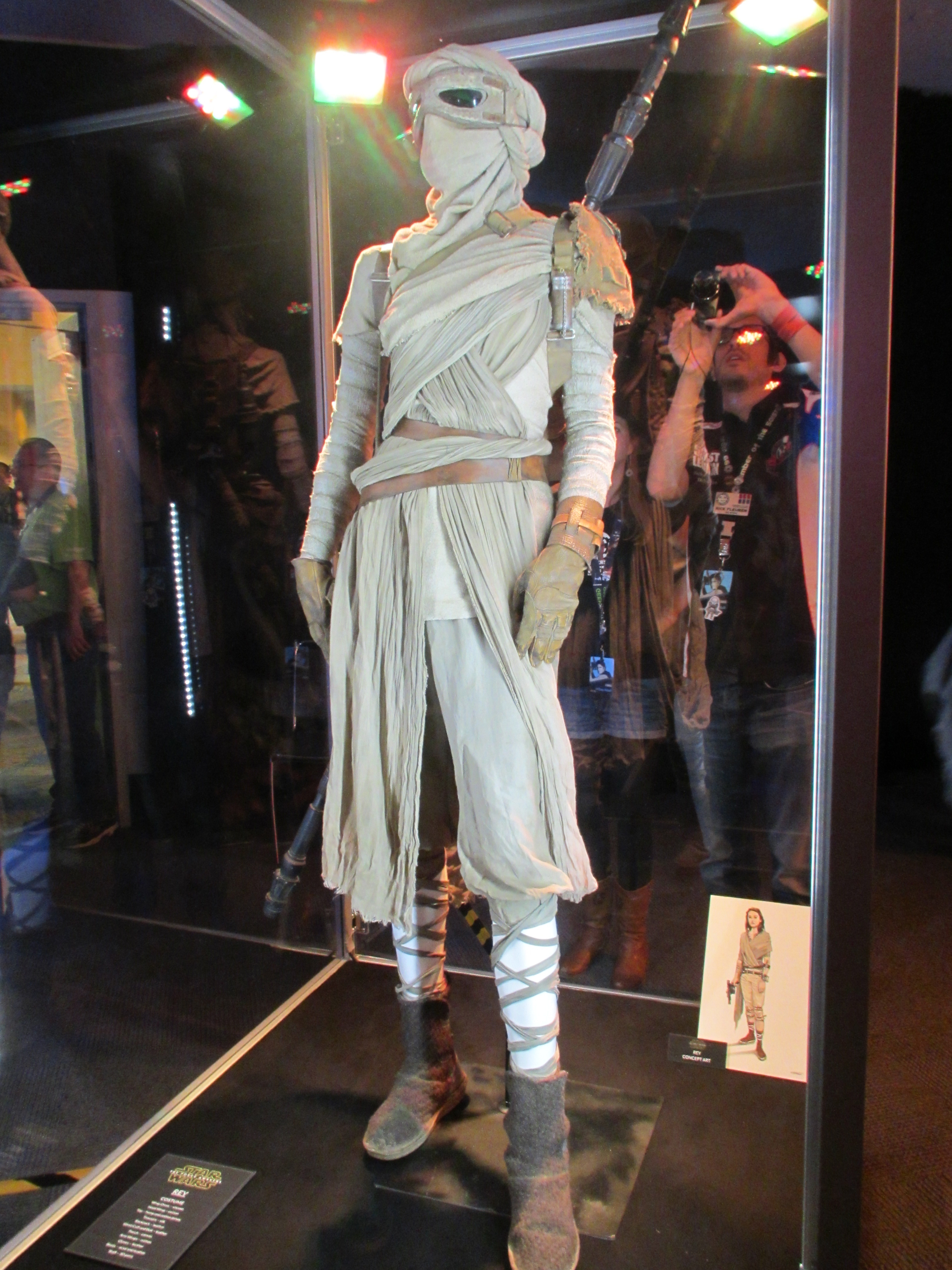
Rey Star Wars Celebration en Anaheim, abril de 2015.

Han pasado treinta años desde la Batalla final en Endor y la galaxia no ha podido acabar con la tiranía y la opresión que está aún presente en ella. La Alianza Rebelde se ha transformado en la Resistencia, brazo militar de la Nueva República que combate a la siniestra Primera Orden, una agrupación marcial nacida e influenciada por los restos del Imperio Galáctico que busca acabar con la Resistencia y la Nueva República. 
Mientras tanto, Poe Dameron (Oscar Isaac) es el mejor piloto de la Galaxia y de la Resistencia, es enviado por la ahora General Leia Organa (Carrie Fisher) a una misión de búsqueda para encontrar a su hermano Luke Skywalker (Mark Hamill), quien ha desaparecido desde hace algunos años y nadie sabe de su paradero desde entonces. En el planeta Jakku, Poe obtiene de manos de Lor San Tekka (Max von Sydow) un fragmento de mapa estelar donde se traza una ruta hasta la ubicación actual de Luke. Sin embargo, su reunión es súbitamente interrumpida por el asedio de fuerzas de asalto enemigas de la siniestra Primera Orden, comandadas por Kylo Ren (Adam Driver), un alto mando de la Primera Orden que admira al difunto lord Sith Darth Vader. Justo en ese momento Kylo Ren interroga a San Tekka por el mapa, pero este último se rehúsa a decirle donde esta y termina siendo asesinado por este señor oscuro y le ordena a sus tropas masacrar a todos los aldeanos sin piedad y sin misericordia alguna, para luego capturar a Poe Dameron, quien intenta escapar de Jakku con su X-Wing, pero en última instancia es descubierto por los Stormtroopers, quienes le disparan a los motores del X-Wing de Poe, dejando la nave incapacitada de despegar, sin más remedio Poe decide enfrentarse a los Stormtroopers, no sin antes encomendarle a su fiel droide esférico conocido como BB-8 la tarea de huir con el mapa al desierto en medio de la noche, mientras este distrae a los soldados, cuando BB-8 se pone a salvo lejos de la aldea, Poe intentaba seguir peleando y trata de dispararle a Kylo Ren, pero este último lo inmoviliza con la Fuerza al igual que el tiro en el aire y rápidamente Poe es capturado y reducido por los stormtroopers.
Después de ser capturado en Jakku, Poe es llevado a bordo de un destructor estelar donde es interrogado, pero este no revela nada acerca del mapa estelar que buscan con tanta urgencia. Sin embargo, al ver que este se resistía a hablar sobre el mapa inmediatamente es interrogado personalmente por Kylo Ren, quien utiliza sus poderes de la Fuerza físicos y mentales consigue extraerle la información que desea. Minutos después Poe consigue escapar de su celda con la ayuda del soldado FN-2187 (John Boyega), un Stormtrooper desertor que finalmente termina de percatarse de la crueldad y la maldad de la Primera Orden tras el reciente ataque despiadado en Jakku. Los dos tratan de escapar robando una nave estelar TIE y una vez a bordo huyen del Destructor Estelar mientras este último les dispara. Al no tener un nombre real propio, Poe decide bautizar improvisadamente a FN-2187 como Finn. A pesar de sus maniobras a bordo de la nave estelar TIE es alcanzada por un disparo de un misil y esta se estrella en la superficie del desértico planeta Jakku. Luego del aterrizaje forzoso Finn despierta en medio del desierto y trata de sacar a Poe de los escombros pero solo encuentra su chaqueta, posteriormente la nave es tragada por arenas movedizas y Finn no le queda más que retirarse del lugar creyendo a Poe muerto pero luego de moverse unos minutos la misma nave explota bajo tierra. Tras unas horas de caminata en el desierto, Finn logra llegar al Puesto de Avanzada Niima donde conoce a Rey (Daisy Ridley), una joven recolectora de chatarra con altos conocimientos en mecánica y tecnología que se había encontrado a BB-8 en el desierto el día anterior cuando este se encontraba en problemas y había decidido cuidarlo temporalmente.
La Primera Orden envía a un grupo de Stormtroopers a buscar rastro de los dos fugitivos y al localizar a Finn realizan un ataque aéreo sobre el lugar, por lo que estos tres intentan escapar a bordo de una nave roja que estaba reparándose, pero es destruida en el último segundo por lo que deciden escapar juntos a bordo de una vieja nave carga: el Halcón Milenario. Logran escapar en una espectacular persecución sobre la superficie del planeta, derrotando a las naves TIE y ya en el espacio, Rey admite que quiere regresar a Jakku, pero Finn descarta la idea de volver, justo en ese momento son interceptados por un carguero espacial. Inmediatamente Rey y Finn se esconden en un compartimiento secreto del Halcón en donde se preparan para emboscar a los abordantes asumiendo que era la Primera Orden, sin embargo quienes abordan la nave resultan ser nada más y nada menos que Han Solo (Harrison Ford) y Chewbacca (Peter Mayhew). Ante las dudas de Rey por conocer sobre la leyenda de Luke Skywalker, Han le cuenta que el Halcón Milenario le fue robado por piratas hace mucho tiempo atrás y estuvo buscándola por toda la galaxia, pero a este y Chewbacca nunca se les ocurrió buscar la nave en Jakku, ya que para ellos era poco probable que la encontraran en ese planeta, aunque después de escuchar que Rey y Finn la encontraron en Jakku, este admite que se equivoco y también les dice que Luke trató de reconstruir la Orden Jedi, pero desapareció poco después de que uno de sus estudiantes se uniera al Lado Oscuro, destruyendo todo lo que Skywalker había tratado de rehacer. Son entonces atacados por piratas espaciales en busca de Han Solo, debido a que este les debe dinero, pero logran escapar aunque estos informan sobre la repentina aparición e intervención de Han Solo la huida del droide que persigue la Primera Orden.
En la nueva Base Starkiller, un planeta entero convertido en una superarma capaz de destruir sistemas estelares completos absorbiendo la energía solar de las estrellas, Kylo Ren se comunica con su maestro, el Líder Supremo de la Primera Orden, Snoke (Andy Serkis). Ren le informa a Snoke sobre los eventos ocurridos y este recuerda a su aprendiz que es de vital importancia para la Primera Orden descubrir el lugar exacto del planeta donde se ha exiliado su antiguo Maestro Jedi Luke Skywalker, para así destruirlo y prevenir el surgimiento de una nueva Orden Jedi. Además, le indica que para rechazar el llamado del Lado Luminoso de la Fuerza, deberá enfrentar a su padre Han Solo.
La nueva tripulación del Halcón Milenario logra estabilizar la nave y viajan hasta el planeta Takodana, donde conocen a la pirata intergaláctica Maz Kanata (Lupita Nyong'o), quien podría ayudar a llevar a BB-8 con la Resistencia. Finn decide tomar otro camino para alejarse lo más que sea posible del temible alcance de la Primera Orden e irse del planeta junto a los tripulantes de otra nave, mientras que Rey se queda con Han Solo y Chewbacca. Dentro del castillo de Maz Kanata, ella siente unos extraños ecos misteriosos, que al seguir hasta su aparente origen, encuentra en un cofre el sable de luz que le perteneció a Anakin Skywalker y Luke Skywalker. Al tomar el sable de luz, Rey tiene una visión de la Fuerza sobre algunos eventos pasados y futuros en donde tales visiones la dejan aterrada al finalizar, mientras escucha ecos de las voces de Obi-Wan Kenobi y Yoda. Poco después Maz Kanata la encuentra y le explica el origen del sable de luz que encontró y que es la Fuerza misma fue quien la había guiado hasta el llamándola. En su conversación Maz le habla sobre su familia que la dejó en Jakku, comentando que Rey ya sabe la verdad aunque pretenda no darse cuenta: ya no iban a regresar por ella y continua diciendo que ahora con esta revelación de la Fuerza no debe mirar hacia el pasado, sino hacia su futuro que la guía hasta Luke y Kanata le dice que conserve el sable de luz. Sin embargo, Rey quien todavía está angustiada y asustada por ambas visiones, huye hacia bosque del terror que había vislumbrado y tratando de evitar involucrarse más en el tema, siendo seguida por BB-8.
La Primera Orden realiza su primer ataque con la superarma Base Starkiller, destruyendo a todo el Sistema Hosnian Prime y los mundos circundantes, así mismo a la totalidad o la mayor parte de la Nueva República junto con este. Al observar este terrible evento en el firmamento, Finn reconoce que se trata de la superarma donde había trabajado como Stormtrooper y alarmado regresa a las inmediaciones del castillo para avisar a sus recientes amigos, mostrándose preocupado cuando no ve a Rey entre ellos. Finn recibe el sable de luz de parte de Kanata con indicaciones de que se lo entregue a Rey cuando pueda. Es entonces cuando las fuerzas de la Primera Orden y Kylo Ren arriban a Takodana alertados de la presencia de BB-8. Para luchar contra los Stormtroopers junto a Han y Chewie, Finn se ve obligado como último recurso a utilizar el sable de luz. Finalmente son superados en número por los Stormtroopers y capturados, pero de repente son salvados por un escuadrón de naves X-Wings de la Resistencia lideradas por Poe Dameron, quien resulta haber sobrevivido al choque anterior en Jakku y se reunió con la Resistencia por sus propios medios. Mientras tanto, en el bosque Rey y BB-8 se separan al notar el asedio de la Primera Orden y ella se queda atrás con el fin de ganar tiempo para que BB-8 pueda escapar, pero finalmente Rey es capturada por el siniestro Kylo Ren y tomada como prisionera una vez que él sondea su mente descubriendo que ella ha visto el mapa estelar hacia Skywalker, en ese momento uno de los soldados de Kylo Ren le informa de la presencia de las naves caza de la Resistencia en el lugar y le pregunta si solicita refuerzos aéreos para contraatacar, pero Kylo Ren en su lugar les ordena a sus tropas que se retiren de inmediato y desistan la búsqueda del droide BB-8, ya que según él tienen lo que necesitan y planea extraer la información de la mente de la joven Rey, a quien rápidamente deja inconsciente. En medio del caos, Finn se percata de como Kylo Ren se lleva secuestrada a Rey y corre desesperadamente a tratar de ayudarla, pero desafortunadamente no lo consigue y solo se queda viendo con impotencia como la nave se retira de la zona con la joven secuestrada.
Han, Finn, Chewbacca y BB-8 se reúnen finalmente con Leia, C-3PO (Anthony Daniels) y R2-D2 (quien se encuentra en estado de coma desde la desaparición de su amo Luke) en una remota Base de la Resistencia en D'Qar, mientras que bajo las órdenes del General Hux (Domhnall Gleeson), la Base Starkiller planea destruir el sistema estelar de la Base de la Resistencia. La General coordina un ataque contra la superarma con el fin de destruirla antes de que vuelva a ser disparada, y a regañadientes envía a Han, Chewie y Finn para infiltrarse en la base, no sin antes pedirle encarecidamente a Han que de ser posible intente recuperar a su hijo en común. Ya en la Base Starkiller, Rey resiste las torturas mentales de Kylo Ren con la Fuerza para extraer el mapa estelar desde su mente y contra todo pronóstico, vuelve en su propia contra su poder mental, descubriendo así que la joven es sensible a la Fuerza. Kylo Ren decide tomar un receso del interrogatorio y acude rápidamente a comunicarse con su maestro e informarle de su repentino hallazgo, con Snoke indicando que entonces traiga con urgencia a la joven ante él. Por su parte, Rey aprovecha el descuido de Kylo Ren para entonces intentar un truco mental de la Fuerza sobre el Stormtrooper JB-007 que vigila su celda para que la libere, que tras varios intentos termina funcionando y además le ordena a este soldado que le deje su blaster, poco después Kylo regresa a la sala y descubre que Rey ha escapado y empieza a destruir todo con su sable de luz en un arrebato de furia mientras grita llamando a sus guardias, pero en ese momento dos Stormtroopers se aparecen en el corredor y observan todo el alboroto de Kylo y en lugar de ir con el deciden retirarse para atrás.
Mientras tanto la tripulación del Halcón llega al planeta-superarma para infiltrarse en una subestación en la superficie, en donde trío logra capturar a la Capitana Phasma y la obligan a desactivar los escudos de toda la base completa, en eso esta les menciona que no pueden ser tan ingenuos de que su plan vaya a funcionar ya que sus tropas los mataran apenas lleguen al lugar, sin embargo Finn le responde que no esta de acuerdo y le pregunta a Han sobre que harán con ella, en eso Han sugiere si la base tiene algún ducto de desperdicios o triturador de basura y Finn menciona que efectivamente la base tiene uno que pueden usar. Por otro lado y con los escudos desactivados las naves estelares X-Wing de la Resistencia entran al planeta y comienzan su ataque en un intento por impedir que la base disparara ahora contra la base de la Resistencia una vez cargada, mientras tanto Rey sigue abriéndose paso por la base en un intento por encontrar una nave para escapar. Al mismo tiempo y tras su fuga, Kylo les ordena a todos los oficiales cerrar todos los hangares de la base y encontrar a Rey antes de que escape, sin embargo este siente la presencia de Han en el planeta y decide buscarlo también, entre tanto Finn, Han y Chewie tratan de buscar una salida y de paso buscar a Rey, pero poco después se reencuentran con ella en el camino, en donde Rey se entera por parte de Chewie que todo esto era idea de Finn. Mientras se retiraban hacia el Halcón Milenario, notaron que a pesar de todo lo que hicieron no era suficiente con solamente desactivar los escudos y que para ayudar a las naves de la Resistencia en apuros necesitarían hacer estallar el oscilador térmico de la superarma para que así estas puedan abrirse por donde pueden atacar directamente. Por lo que estos deciden colaborar con sus compañeros de la flota espacial implantando explosivos en puntos precisos de aquel sector la base, que al detonarse causaran un daño que permitirá un ataque masivo de la Resistencia, causando una reacción en cadena que podría destruir toda la base. El grupo se divide para cumplir la tarea: Han y Chewie se encargan de un sector inferior y Rey y Finn del sector superior. Mientas Han terminaba su parte, ve pasar a la distancia a su hijo y entonces decide confrontarlo llamándolo por su nombre de nacimiento, Ben Solo. Pretendiendo persuadirlo, Han Solo se acerca a su hijo y habla con él acerca de llevarlo de regreso a casa. Rey, Finn y Chewbacca, habiendo terminado con los explosivos, notan desde lejos la reunión entre padre e hijo y permanecen observando. Kylo Ren alega que ya es demasiado tarde, pero Han insiste, diciendo que él ya sabe que Snoke solo lo está usando por su poder y que cuando ya no lo necesite más lo matará, además de que tanto Han como su madre Leia quieren que Ben regrese a casa. Kylo manifiesta que sabe que es lo que tiene que hacer, pero no sabe si tendrá la fuerza necesaria para lograrlo. Le pregunta a Han si le ayudaría, a lo que su padre responde comprometido "Lo que sea". Entonces con ambas manos abiertas le tiende hacia su padre la empuñadura de su sable de luz en un gesto de entrega. Han por su lado toma el sable de luz en un gesto de aceptación. En ese preciso momento la carga de energía solar para la superarma comienza a finalizar, extinguiendo casi toda la luz solar que caía sobre el planeta y sumiendo así todo en una oscuridad nocturna, incluyendo claro el sector donde se encontraban. Cuando Han pretendió quitar su mano junto con el sable, notó que ahora sin embargo las manos de Kylo se aferraban con fuerza a la empuñadura, dirigiendo una mirada consternada hacia su hijo. Acto seguido Kylo Ren activa su sable de luz atravesando instantáneamente el pecho de su padre. Han contempla lo ocurrido horrorizado, mientras que su hijo le dice "Gracias". Al retraer el filo del sable, un moribundo Han toca con su mano la mejilla derecha de quien una vez su hijo antes de caer del puente donde se encontraban hacia el vacío que yacía debajo de ellos. Rey, Finn y Chewbacca observan atónitos e impotentes la situación, mientras que el cuerpo de Han cae en el profundo abismo. Luego un furioso Chewbacca inmediatamente le dispara a Kylo Ren en el costado izquierdo con su ballesta wookiee y después hace estallar las bombas cargadas, dañando las instalaciones, mientras que un escuadrón de naves furtivas X-Wing lideradas por Poe inician una ataque masivo sobre es puntos crucial del planeta-superarma con el fin de destruirla.
Mientras tanto Rey y Finn huyen de las explosiones desencadenadas hasta el bosque nevado cercano, dirigiéndose en dirección al Halcón Milenario, sin embargo en la mitad del bosque son localizados y confrontados por Kylo Ren, quien les asegura que no se irán a ninguna parte y que ahora Han Solo no los ayudara. Rápidamente Rey trata de dispárale en represalias con el blaster que cargaba, pero Kylo Ren la empuja con la Fuerza y hace que esta se estrelle contra un árbol cercano, dejándola inconsciente por el impacto. En ese momento Finn corre a socorrer a Rey y en eso Kylo le recrimina al mismo Finn tildándolo de traidor a la Primera Orden, sin embargo un desafiante Finn saca el sable de luz de Anakin y Luke Skywalker y trata de defender a la ahora indefensa Rey, por su parte Kylo Ren alega que ese sable de luz que tiene Finn en particular le pertenece por derecho a él, seguramente por ser el nieto de Anakin Skywalker y sobrino de Luke, pero en eso Finn le menciona en tono desafiante que si quiere el sable de luz que carga, tendrá que quitárselo de su cadáver y ambos comienzan un combate de sables de luz. Luego de un intenso combate con sables de luz entre ambos, Finn es desarmado y herido de gravedad por la espalda, cayendo derrotado e inconsciente en la nieve. Kylo Ren desactiva su sable de luz e intenta usar la Fuerza para atraer el sable de luz de Anakin y Luke Skywalker de regreso hasta su propia mano, después de aquel cayera lejos durante el reciente duelo, pero cuando finalmente empieza a responder moviéndose ante la Fuerza, el mismo se resiste a ir con Kylo Ren al principio, justo en ese instante el sable de luz sale volando precipitadamente hacia Kylo Ren, pero pasa velozmente encima de él y es recibido por Rey en su mano como su nueva dueña, debido a que el cristal Kyber azul en su interior la había elegido. Ante esta situación Rey enciende el sable de luz de Anakin y rápidamente los dos contendientes comienzan un brutal combate de sables de luz. Tras una ardua batalla, la inexperta Rey logra vencer al adiestrado Kylo Ren (tomando en cuenta que Kylo Ren todavía estaba malherido por el disparo que le hizo Chewbacca previamente), demostrando que a pesar de ser una novata sin entrenamiento en los caminos de la Fuerza, termina siendo tan hábil como el mismo Kylo Ren, quien finalmente quedó vencido y desarmado en el suelo con heridas severas y una cicatriz en el rostro, cuando de repente el terreno donde estaban los dividió en costados contrarios de una enorme grieta, consecuencia de la inminente destrucción del planeta que partía en pedazos. Chewbacca aparece entonces a bordo del Halcón Milenario en medio del bosque para rescatarla junto a Finn y escapar de ahí.
Poe y el resto de pilotos de los X-Wings sobrevivientes logran escapar junto al Halcón Milenario de la superarma Base Starkiller. Por otro lado el líder supremo Snoke le ordena al General Hux que ordene la inmediata retirada de todo el personal de la Primera Orden de la base y se reúnan con su flota inmediatamente y que de paso también rescate a Kylo Ren, ya que según este menciona cree que es tiempo de completar su entrenamiento. Los valientes pilotos llegan a D'Qar, donde Leia había presentido por medio de la Fuerza la muerte de Han y Rey trata de consolarla por su pérdida. El viejo R2-D2, quien se encontraba en estado de coma, se reactiva nuevamente gracias a la ayuda del droide BB-8, indicando que contiene el resto del mapa codificado con la información del lugar exacto del paradero de Luke. Una vez precisado el lugar dónde estaría refugiado Skywalker, Rey se despide de un Finn en estado de coma, diciéndole que estaba segura de que se volverían a encontrar. Después ella parte junto a Chewbacca y R2-D2 hacia el nuevo hogar de Luke, un planeta lejano, oculto de la influencia de la Primera Orden conocido como Ahch-To. En la escena final, los héroes llegan a bordo del Halcón a un lejano planeta acuático con algunas islas rocosas. Rey emprende sola una interminable subida hacia la cima de una isla, donde encuentra a un envejecido Luke, el último Maestro Jedi, quien se sorprende de la presencia de Rey y con apariencia de estar afectado por el pasado. Rey, sin mediar palabras, le muestra el sable de luz de su padre que este creyó haber perdido, quedando en silencio uno frente al otro.

## Reparto
| Actor/Actriz     | Personaje            | Descripción | Ref           |
| ---------------- | -------------------- | --- | ------------- |
| Adam Driver      | Ben Solo / Kylo Ren  | Hijo de Han Solo y Leia Organa, sobrino de Luke Skywalker y nieto de Darth Vader. Es un exaprendiz Jedi corrompido por el Lado Oscuro de la Fuerza, maestro de los Caballeros de Ren y de los ejércitos de la Primera Orden.                                | [ 20 ] [ 21 ] |
| Daisy Ridley     | Rey                  | Una recolectora de chatarra del planeta desértico Jakku, con un pasado misterioso y origen desconocido, pero con una gran sensibilidad a la Fuerza, se une a la Resistencia junto con el stormtrooper desertor Finn.                                        | [ 7 ] [ 22 ]  |
| John Boyega      | Finn/FN-2187         | Un stormtrooper desertor de la Primera Orden, quien en su huida por su traición, conoce a Rey y forma un vínculo con ella. Se une a la Resistencia y se vuelve el mejor amigo de Poe Dameron. En la batalla usa el sable de luz de Anakin y Luke Skywalker. | [ 7 ] [ 22 ]  |
| Harrison Ford    | Han Solo             | Un contrabandista pícaro, exgeneral de la Alianza Rebelde que sirve de mentor de Rey y Finn en la aventura, padre de Kylo Ren. | [ 7 ]         |
| Peter Mayhew     | Chewbacca            | Un viejo guerrero Wookiee, mejor amigo y copiloto de Han Solo. | [ 7 ]         |
| Oscar Isaac      | Poe Dameron          | Un piloto de Ala-X reconocido como el mejor de la Resistencia. Se vuelve amigo de FN-2187, al llamarlo, "Finn" luego de que este lo ayudara a escapar del destructor estelar Finalizer.                                                                     | [ 7 ]         |
| Carrie Fisher    | Leia Organa          | Exprincesa de Alderaan, ahora general de la Resistencia, hermana de Luke, esposa de Han Solo y madre de Kylo Ren | [ 7 ]         |
| Lupita Nyong'o   | Maz Kanata           | Una pirata contrabandista sensible a la Fuerza, aunque no es una Jedi. Ella guarda el sable de luz de Anakin y Luke Skywalker que se creía perdido en Bespin, la ciudad de las nubes.                                                                       | [ 23 ]        |
| Domhnall Gleeson | General Armitage Hux | El general de la Primera Orden y comandante de la base Starkiller. | [ 7 ] [ 24 ]  |
| Anthony Daniels  | C3PO                 | Un droide de protocolo al servicio de la familia Skywalker a lo largo de los años, quien sirve en la Resistencia junto con Leia. | [ 7 ]         |
| Andy Serkis      | Snoke                | El sombrío líder de la Primera Orden, maestro de Kylo Ren y una poderosa figura del Lado Oscuro de la Fuerza. | [ 7 ]         |
| Mark Hamill      | Luke Skywalker       | El último y poderoso maestro Jedi, quien esta atormentado por la destrucción causada por su sobrino y aprendiz, Kylo Ren, se destierra en busca del primer Templo Jedi en Ahch-To.                                                                          | [ 7 ]         |

Adicionalmente, Kenny Baker que interpretó a R2D2 en las películas de la trilogía original, volverá para está película. Max von Sydow y Gwendoline Christie participan en los papeles de Lor San Tekka, un importante aliado de la Resistencia en el planeta Jakku y viejo conocido de los Skywalker, y Capitán Phasma, capitana de la Primera Orden que viste una armadura cromada y se encarga del entrenamiento y disciplina de los soldados de asalto. Simon Pegg participa en el filme como Unkar Plutt, un comerciante de chatarra del planeta Jakku, mientras que Warwick Davis interpreta a Betty Brant, Wollivan, un cliente del castillo de Maz Kanata. Ewan McGregor y Frank Oz, quienes previamente interpretaron a Obi-Wan Kenobi y Yoda en las películas de la trilogía de las precuelas, toman sus papeles de nuevo, durante cameos en voces durante la visión de Rey en Takodana. Daniel Craig y el compositor de Rogue One: una historia de Star Wars Michael Giacchino, hacen cameos como stormtroopers de la Primera Orden. Kiran Shah interpreta a Teedo, un pequeño alienígena que trabaja como chatarrero en Jakku, mientras que, Crystal Clarke, Pip Andersen, Christina Chong, Miltos Yerolemou, Amybeth Hargreaves, Leanne Best, Judah Friedlander, y Kevin Smith tienen roles de menor importancia.

## Producción

### Desarrollo
El 30 de octubre de 2012, Walt Disney Pictures anunció la adquisición de LucasFilm por el precio de 3.125 millones de euros. Más tarde, Robert Iger, director ejecutivo de Disney, anunció que se iban a hacer tres nuevos episodios de la saga Star Wars.
Las reacciones a la película fueron diversas y levantó tanto la pasión como el rechazo de la comunidad, temiendo algunos que la continuación sea una explotación de la fama de la saga y que la calidad y el hilo argumental queden en segundo plano.
George Lucas respondió a estas preocupaciones y aseguró que no había razón para alarmarse:

«Sé que con la protección de Disney mis creaciones tomarán una nueva dimensión y encontrarán hogar en el corazón de muchas generaciones por venir.»
George Lucas

Desde octubre de 2012, la película entró en la fase inicial de desarrollo, contando con la producción ejecutiva de Kathleen Kennedy y el asesoramiento del propio Lucas.
Sobre el puesto de director, se rumorearon los nombres de Jon Favreau, Joe Johnston, Joseph Kosinski y Christopher Nolan. Algunos directores de renombre como Steven Spielberg, Brad Bird, Zack Snyder, Quentin Tarantino, Sam Mendes y Guillermo del Toro descartaron optar a dirigirla por diversos motivos. Colin Trevorrow, según unas filtraciones, habría mantenido varias reuniones con Lucas en las cuales se ganó su admiración y respeto, sin embargo también prefirió otros proyectos. En enero de 2013, varios medios informaron que J. J. Abrams, que inicialmente había rechazado involucrarse en la película, estaría en negociaciones para ocupar la silla de director. Fue confirmado oficialmente dos días después.
Dan Mindel fue nombrado como director de fotografía de la película, la cual rodaría en 35mm, y Michael Kaplan, que previamente ya había trabajado con Abrams, sería el diseñador de vestuario.
En septiembre de ese mismo año se comunicó que John Williams compondría la música y además se anunció que, de forma paralela a la película, se rodarían varios Spin-offs de la saga centrados en determinados personajes.
Lucasfilm anunció en mayo de 2013 que la producción de la película tendría lugar en Reino Unido. declaró que la idea era «revisar los orígenes de Star Wars como fuente de inspiración» para la producción de la película.

### Guion
La idea original de George Lucas sobre la nueva trilogía era que abordara «problemas de tipo moral y filosófico» y que tratase «sobre la comunidad Jedi, la justicia, la confrontación y sobre poner en práctica lo que has aprendido».
A principios de noviembre, Lucasfilm confirmó a Michael Arndt como guionista de la película. Disney certificó posteriormente que Lawrence Kasdan, guionista de The Empire Strikes Back y Return of the Jedi, y Simon Kinberg serían consultores en el Episodio VII. Arndt llegó a escribir un tratamiento de guion de entre 40 y 50 páginas, sin embargo dejó el proyecto en octubre de 2013 y fue sustituido por el propio director J. J. Abrams y Lawrence Kasdan. Kathleen Kennedy, productora ejecutiva de la película, dijo que la decisión había sido tomada teniendo en cuenta el «entendimiento» de Kasdan sobre la saga y el éxito que había tenido Abrams en otros guiones.
El 26 de enero de 2014, Abrams confirmó que el guion ya estaba terminado. Más tarde, se reveló que la trama del próximo episodio de la Guerra de las Galaxias tendría lugar 30 años después del Episodio VI de la saga y que estaría protagonizada por «un trío de nuevos líderes jóvenes y algunos rostros muy familiares».

### Casting
Desde el primer momento los actores originales Mark Hamill (Luke Skywalker), Carrie Fisher (Leia Organa) y Harrison Ford (Han Solo) aseguraron estar dispuestos a retomar sus personajes en la saga, a pesar de que Ford había declarado en muchas ocasiones antes de que se anunciara la séptima entrega, que su personaje ya no tenía «ningún interés» para él.
De la misma manera Jeremy Bulloch (Boba Fett) dijo que le encantaría «estar involucrado de alguna manera», Ewan McGregor dijo estar dispuesto a volver como Obi-Wan Kenobi si le llamaban y Samuel L. Jackson afirmó que, a pesar de que su personaje muriera en La Venganza de los Sith estaba dispuesto a volver a aparecer aunque sea en forma de fantasma. Otros actores ajenos a la saga como Robert Pattinson, Tom Hiddleston y David Tennant mostraron su interés por actuar en la película.
A principios de 2013, Hamill declaró que ninguno de los actores de la trilogía original había firmado para reaparecer, pero que «estaban en contacto con ellos». El actor mostró su deseo de que todos sus compañeros regresaran a sus papeles y también comentó que le gustaría que en las películas se utilizaran maquetas y títeres a la vez que efectos CGI.
El 20 de marzo de 2013 comenzó el casting para la película, al que se presentaron varios actores como Zac Efron o Saoirse Ronan. Denis Lawson, que interpretó a Wedge Antilles en la primera trilogía, fue contactado por Disney para repetir su rol, pero declinó al parecer por considerar que el papel «le aburriría».
Finalmente, el reparto principal fue anunciado por el director J. J. Abrams el 29 de abril de 2014, durante una reunión previa al inicio de rodaje, en Londres. Abrams trabajó estrechamente con Kathleen Kennedy para mantener en sumo secreto las elecciones. Los actores de la primera trilogía Harrison Ford, Carrie Fisher, Mark Hamill, Anthony Daniels, Peter Mayhew y Kenny Baker fueron confirmados oficialmente para repetir sus roles. Daisy Ridley fue la primera nueva cara en ser elegida, en febrero de 2014, al igual que Adam Driver, que también optaba por aquel entonces a un papel en la secuela de Man of Steel. Andy Serkis fue una elección personal de Kennedy, que había trabajado con el actor en Las aventuras de Tintín: el secreto del Unicornio. Oscar Isaac fue contratado en abril, una vez el actor liberó su agenda durante los meses de rodaje. John Boyega fue añadido después de haber elegido aparecer en la película por encima de papeles en Terminator Génesis y Race, película biográfica del atleta Jesse Owens. Domhnall Gleeson y Max von Sydow completaron el reparto. Además, The Hollywood Reporter informó de que al menos un rol protagonista femenino queda aún por asignar. El 2 de junio, Lucasfilm confirmó la inclusión en el reparto de las actrices Lupita Nyong'o y Gwendoline Christie. En julio se añadieron a la nómina de intérpretes los debutantes Crystal Clarke y Pip Andersen. Clarke accedió al papel en uno de los castings multitudinarios realizados en Glasgow y Andersen fue elegido por su talento en la disciplina parkour.

### Rodaje
El 11 de febrero de 2014, Abrams planeó un calendario de rodaje de seis meses. El 18 de marzo, Disney y Lucasfilm anunciaron que el rodaje comenzaría en mayo, en los Estudios Pinewood. El 22 de marzo, una página web islandesa reportó que el rodaje de preproducción tendría lugar en Islandia, antes del comienzo de rodaje oficial en mayo, con el objetivo de rodar tomas de paisajes que serían usados para escenografía. El 1 de abril, se anunció que la fecha oficial de inicio de rodaje sería el 14 de mayo de 2014, con dos semanas de rodaje en Marruecos y posiblemente en Túnez, ambas localizaciones utilizadas en películas anteriores para rodar las escenas transcurridas en Tatooine. El 2 de abril de 2014, el director de Walt Disney Studios Alan F. Horn confirmó que el rodaje de la segunda unidad ya había comenzado. El rodaje comenzó oficialmente el 16 de mayo de 2014, en el desierto de Abu Dabi (Emiratos Árabes Unidos). El 12 de junio, Harrison Ford se fracturó el tobillo durante el rodaje en Pinewood después de que una puerta hidráulica cayera sobre él. Fue trasladado a un hospital para recibir tratamiento aunque el rodaje continuó como estaba previsto, mientras Ford se recuperaba. En agosto se programó una parada de dos semanas en el rodaje para reajustar el calendario a la recuperación de Ford. El rodaje concluyó el 3 de noviembre de 2014 con una nota manuscrita de agradecimiento por parte de J. J. Abrams y de los productores hacia los equipos de rodaje y el elenco de la cinta.

### Marketing
El 6 de noviembre de 2014, LucasFilm, a través de sus redes sociales, anunció que el título oficial de la séptima entrega de la saga sería Star Wars Episode VII: The Force Awakens, manteniendo la fecha de estreno prevista para el 18 de diciembre de 2015. El 28 de noviembre de 2014 Lucasfilm hizo público el primer avance, bajo la forma de un teaser trailer, con imágenes de la película que muestran, entre otros actores, a John Boyega como un stormtrooper, a Oscar Isaac a bordo de un caza estelar X-Wing, y al célebre Halcón Milenario enfrentándose con unos cazas TIE. El 12 de diciembre de 2014, Mark Hamill reveló en una entrevista a Yahoo Movies que el nuevo personaje droide esférico llamado BB-8 que aparece en el primer teaser trailer no fue hecho con ningún tipo de CGI y es en realidad un efecto especial práctico que funciona con control remoto.
El 16 de abril de 2015, Lucasfilm hizo público el segundo teaser trailer de la película, de una duración de 2 minutos, donde pueden apreciarse elementos propios de los tres episodios precedentes, como los restos del casco de Darth Vader (tras haber sido casi fundido por la pira funeraria en la que Vader fue incinerado al final de Return of the Jedi), el sable láser que Vader utilizaba cuando aún se le conocía por su verdadero nombre, Anakin Skywalker (sable que Obi-Wan Kenobi conservó y transmitió al hijo de Vader: Luke Skywalker), nuevos modelos de armadura de soldados de asalto (stormtroopers) y nuevos cascos y trajes de vuelo para los pilotos de los cazas TIE. El final de este segundo teaser muestra a los ya clásicos personajes Han Solo, el contrabandista más famoso de la saga, y Chewbacca, el fiel wookiee que acompaña a Solo en todas sus aventuras.
El 19 de octubre de 2015 se estrenó mundialmente un nuevo tráiler al entretiempo del Monday Night Football de la NFL. El 4 de noviembre, un paciente con cáncer terminal, llamado Daniel Fleetwood, pidió poder ver la película antes de morir. La producción de la película le cumplió su deseo y pudo verla completa, falleciendo días después. El 11 de noviembre, el grupo K-Pop, EXO, reveló la canción "Lightsaber" como parte de un proyecto de colaboración de 'Star Wars: The Force Awakens' con la agencia musical coreana SM Entertainment.

## Recepción

### Crítica
En el sitio web Rotten Tomatoes, Star Wars: Episode VII - The Force Awakens obtuvo una "calificación fresca", con un índice de aprobación del 93% sobre 450 comentarios; una calificación promedio de 8.2/10. La página web comentó "Llena de acción y poblada por caras conocidas y sangre fresca, Star Wars: Episode VII - The Force Awakens recuerda el éxito de la serie mientras se renueva con energía renovada". En Metacritic, la película tiene una puntuación de 81 de 100, basada en 51 críticos, indicando "la aclamación universal". En CinemaScore, el público dio a la película una calificación de "A". Las mujeres menores de 25 años y menores de 18 años le dieron una "A+", mientras que el 98 % de la audiencia dio a la película una "A" o "B".
Robbie Collin del The Daily Telegraph le dio a la película cuatro estrellas de cinco y escribió que «se propone despertar a Star Wars de su letargo, y reconectar la serie con su pasado añorado. Consigue ambas cosas inmediatamente y felizmente quizá sea el mayor estreno del año cinematográfico. Peter Bradshaw de The Guardian además de darle cinco estrellas de cinco, escribió que era «tanto una progresión narrativa de las tres anteriores películas como el astuto y cariñoso reinicio de una nueva generación... ridículo, melancólico y sentimental, por supuesto, pero emocionante y lleno de energía y su propio tipo de generosidad.» Justin Chang de Variety  escribió que la película tiene «suficiente estilo, impulso, amor y cuidado por parecer irresistible a cualquiera que alguna vez se haya considerado fan.» Richard Roeper del Chicago Sun-Times dio a la película cuatro estrellas de cuatro, describiéndola como «una aventura bonita, emocionante, gozosa, sorprendente y que acelera el corazón.» Tom Long del Detroit News escribió que a pesar de que algunos pudieran encontrar la película demasiado similar a la Star Wars original, deja «la torpeza chabacana e innecesaria de las precuelas anteriores muy lejos... recapturando la energía, el humor y la simplicidad de dirección.» The Associated Press la calificó de «básicamente lo mismo» que la película original, añadiendo «pero bueno, ¿no era eso lo que todos queríamos?.»
Ann Hornaday, escribiendo para The Washington Post, dice que aunque la película tenga «suficiente novedad para crear de nuevo otra cohorte de admiradores acérrimos... The Force Awakens pulsa todas las cuerdas correctas, emocionales y narrativas, para sentirla tanto familiar como estimulantemente nueva.» Christopher Orr, escribiendo en The Atlantic, califica la película de «obra maestra popurrí» que «puede que carezca completamente de originalidad, sin embargo es una delicia.» Lawrence Toppman de The Charlotte Observer  dijo que Abrams «había sacado adelante un delicado acto de equilibrio, rindiendo un inteligente homenaje al pasado.» Mick LaSalle del San Francisco Chronicle dio a la película su calificación más alta calificándola de «la mejor secuela de Star Wars y una de las mejores películas de 2015.» En Daily Mail, Brian Viner le dio a The Force Awakens cuatro estrellas de cinco y escribió que es «la película más excitante hasta ahora de esta gran franquicia.» Frank Pallotta, en la crítica de la película para CNN Money, considera que es la mejor película desde la trilogía original y que «seguro será una experiencia cinematográfica largamente recordada por los admiradores y los no admiradores por igual.»
Ha sido fuertemente criticada por su falta de originalidad, su trama previsible, ausencia de mística y de mensajes filosóficos sobre la naturaleza humana y sobre el bien y el mal. Diversos autores sostienen que la película solo puede ser sostenida debido a la fabulosa campaña de mercado de Disney y a la falta de crítica disidente en los grandes medios de comunicación.
Por otro lado la película ha sido fuertemente criticada por su similitud con la primera película de la trilogía original. Por ejemplo George Lucas, creador, exdirector y exproductor de la saga, criticó duramente el enfoque del Episodio VII, identificando las películas de su saga como hijos suyos, en tanto que obras suyas muy queridas por él. Tras su primer visionado del episodio VII, Lucas concluyó que había vendido «sus hijos» a «esclavistas blancos», porque según él la película es una versión retro de la saga, poco original y muy parecida a las anteriores, aunque más tarde retiró sus palabras.
L’Osservatore Romano, calificó a El despertar de la Fuerza como «confusa, decepcionante, falta de drama e insuficientemente malvada»

### Recaudación
Estableció récord de día de apertura con $119 100 000 dólares, rompiendo el récord anterior Harry Potter y las reliquias de la Muerte: parte 2 de $91 000 000; para el fin de semana solo en Estados Unidos la película recaudó en su primer fin de semana $247 900 000 rompiendo el récord que sostenía Jurassic World de $208 500 000 y a nivel mundial recaudó en su primer fin de semana de apertura 529 millones de dólares con lo que superó el registro récord $524,9 millones que también le pertenecía a Jurassic World, más otros 40 récords de taquillas. Cruzó la marca de los mil millones de dólares en tiempo récord, logrando la hazaña en tan solo 12 días. En la taquilla extranjera Star Wars: The Force Awakens ha recaudado 1 102 400 000 de dólares mientras que en la taquilla local es la película más taquillera de todos los tiempos en el mercado doméstico llevando recaudado de $936 662 225; siendo así la primera película que ha logrado llegar a recaudar 800 y luego la única con 900 millones de dólares a nivel doméstico, este hito en la historia del cine en solo cincuenta días así sumando un estimado mundial de $2 008 361 469 en todo el mundo (superando a la película más taquillera de la saga Star Wars: Episodio I - La amenaza fantasma con $1 027 044 677 de dólares recaudados). Con lo que se convirtió en la segunda película de la historia en cruzar los 2 mil millones de dólares a nivel mundial sin necesidad de un relanzamiento y la tercera en general que lo logra, con lo que se convirtió en la cuarta película más taquillera de todos los tiempos solo por detrás de Avatar, Titanic y Avengers: Endgame (sin inflación).

## Premios y nominaciones
| Año  | Premio/ Festival de cine                     | Categoría                                                                            | Nominados                                                                                     | Resultado  | Ref             |
| ---- | -------------------------------------------- | ------------------------------------------------------------------------------------ | --------------------------------------------------------------------------------------------- | ---------- | --------------- |
| 2016 | Premios Óscar                                | Mejor banda sonora (partitura original)                                              | John Williams                                                                                 | Nominada   | [ 109 ]         |
| 2016 | Premios Óscar                                | Mejor montaje                                                                        | Maryann Brandon, [[Mary Jo Markey                                                             | Nominada   | [ 109 ]         |
| 2016 | Premios Óscar                                | Mejores efectos visuales                                                             | Roger Guyett, Patrick Tubach, Neal Scanlan]] y Chris Corbould                                 | Nominada   | [ 109 ]         |
| 2016 | Premios Óscar                                | Mejor sonido                                                                         | Matthew Wood y David Acord                                                                    | Nominado   | [ 109 ]         |
| 2016 | Premios Óscar                                | Mejor edición de sonido                                                              | Andy Nelson, Christopher Scarabosio y Stuart Wilson                                           | Nominada   | [ 109 ]         |
| 2016 | Premios BAFTA                                | BAFTA a los mejores efectos visuales                                                 | Roger Guyett, Patrick Tubach, Neal Scanlan y Chris Corbould                                   | Ganador    | [ 110 ]         |
| 2016 | Premios BAFTA                                | BAFTA al mejor diseño de producción                                                  | Rick Carter, Darren Gilford y Lee Sandales                                                    | Nominado   | [ 110 ]         |
| 2016 | Premios BAFTA                                | BAFTA a la mejor música original                                                     | John Williams                                                                                 | Nominado   | [ 110 ]         |
| 2016 | Premios BAFTA                                | BAFTA al mejor sonido                                                                | Matthew Wood y David Acord                                                                    | Nominado   | [ 110 ]         |
| 2016 | Premios BAFTA                                | Premio Orange a la estrella emergente                                                | John Boyega                                                                                   | Ganador    | [ 110 ]         |
| 2015 | AFI Awards                                   | AFI Awards                                                                           | J. J. Abrams                                                                                  | Ganador    | [ 111 ]         |
| 2015 | Critics' Choice Movie Awards                 | Mejor película                                                                       | Kathleen Kennedy, J. J. Abrams y Bryan Burk                                                   | Nominada   | [ 112 ]         |
| 2015 | Florida Film Critics Circle Awards           | Mejor efecto visual                                                                  | Roger Guyett, Patrick Tubach, Neal Scanlan y Chris Corbould                                   | Nominada   | [ 113 ]         |
| 2015 | Florida Film Critics Circle Awards           | Mejor banda sonora                                                                   | John Williams                                                                                 | Nominada   | [ 113 ]         |
| 2015 | Florida Film Critics Circle Awards           | Mejor grito                                                                          | Daisy Ridley                                                                                  | Ganador    | [ 113 ]         |
| 2016 | Editores de Cine de Estados Unidos           | Mejor editado largometraje (dramático).                                              | Maryann Brandon, Mary Jo Markey                                                               | Nominada   | [ 114 ]         |
| 2016 | Central Ohio Film Critics Association Awards |                                                                                      | Maryann Brandon, Mary Jo Markey                                                               |            |                 |
| 2016 | Mejor montaje                                | Nominada                                                                             | Maryann Brandon, Mary Jo Markey                                                               | [ 115 ]    |                 |
| 2016 | Actor del Año                                | Domhnall Gleeson (Brooklyn, Ex Machina, El renacido y Star Wars: The Force Awakens). | Ganador                                                                                       | [ 115 ]    |                 |
| 2016 | Actriz revelación del cine                   | Daisy Ridley                                                                         | Nominada                                                                                      | [ 115 ]    |                 |
| 2016 | Mejor película                               | Star Wars: Episode VII - The Force Awakens                                           | Ganador                                                                                       | [ 115 ]    |                 |
| 2016 | Georgia Film Critics Association             | Star Wars: Episode VII - The Force Awakens                                           |                                                                                               | [ 115 ]    |                 |
| 2016 | Mejor Elenco                                 | Star Wars: Episode VII - The Force Awakens                                           | Nominada                                                                                      | [ 116 ]    |                 |
| 2016 | Premio Revelación                            | Daisy Ridley                                                                         | Nominada                                                                                      | [ 116 ]    |                 |
| 2016 | Mejor diseño de producción                   | Rick Carter, Darren Gilford, Alastair Bullock, Gary Tomkins                          | Nominada                                                                                      | [ 116 ]    |                 |
| 2016 | Mejor banda sonora                           | John Williams                                                                        | Nominada                                                                                      | [ 116 ]    |                 |
| 2016 | Asociación de Críticos de Cine de Denve      | John Williams                                                                        | Mejor banda sonora                                                                            | Nominada   | [ 117 ]         |
| 2016 | Asociación de Críticos de Cine de Denve      | Mejor Ciencia Ficción / Horror Film                                                  | [Star Wars: Episode VII - The Force Awakens                                                   | Nominada   | [ 117 ]         |
| 2016 | Asociación de Críticos de Cine de Denve      | Mejores Efectos Visuales                                                             | [Star Wars: Episode VII - The Force Awakens                                                   | Nominada   | [ 117 ]         |
| 2016 | 2015 Golden Tomato Awards                    | Mejor estreno del 2015                                                               | [Star Wars: Episode VII - The Force Awakens                                                   | 3.er Lugar | [ 118 ]         |
| 2016 | 2015 Golden Tomato Awards                    | Mejor película de Ciencia Ficción/Fantasía del 2015                                  | [Star Wars: Episode VII - The Force Awakens                                                   | 2.º Lugar  | [ 118 ]         |
| 2016 | Art Directors Guild                          | Excelencia en diseño de producción para un largometraje en película de fantasía      | Rick Carter, Darren Gilford                                                                   | Nominada   | [ 119 ]         |
| 2016 | Visual Effects Society                       | Efectos Visuales Sobresalientes en una característica Photoreal                      | Roger Guyett, Luke O'Byrne, Patrick Tubach, Paul Kavanagh, Chris Corbould                     | Ganador    | [ 120 ]         |
| 2016 | Visual Effects Society                       | Sobresaliente Creado Medio Ambiente en una característica Photoreal                  | Yanick Dusseault, Mike Wood, Justin van der Lek, Quentin Marmier                              | Ganador    | [ 120 ]         |
| 2016 | Visual Effects Society                       | Rendimiento Animado Sobresaliente en una característica Photoreal                    | Joel Bodin, Arslan Elver, Ian Comley, Stephen Cullingford                                     | Nominada   | [ 120 ]         |
| 2016 | Visual Effects Society                       | Cinematografía virtual excepcional en un proyecto Photoreal                          | Paul Kavanagh, Colin Benoit, Susumu Yukuhiro, Greg Salter                                     | Ganador    | [ 120 ]         |
| 2016 | Visual Effects Society                       | Composición excepcional en una característica Photoreal                              | Jay Cooper, Marian Mavrovic, Jean Lapointe, Alex Prichard                                     | Nominada   | [ 120 ]         |
| 2016 | Visual Effects Society                       | Modelos destacados en una foto real o Proyecto de animación                          | Joshua Lee, Matthew Denton, Landis Fields, Cyrus Jam                                          | Ganador    | [ 120 ]         |
| 2016 | Visual Effects Society                       | Efectos pendientes Simulaciones en una característica Photoreal                      | Rick Hankins, Dan Bornstein, John Doublestein, Gary Wu                                        | Nominada   | [ 120 ]         |
| 2016 | MTV Movie Awards                             | Película del Año                                                                     | Star Wars: Episode VII - The Force Awakens                                                    | Ganadora   | [ 121 ]         |
| 2016 | MTV Movie Awards                             | Mejor Interpretación Femenina                                                        | Daisy Ridley                                                                                  | Nominada   | [ 121 ]         |
| 2016 | MTV Movie Awards                             | Intérprete Revelación                                                                | Daisy Ridley                                                                                  | Ganadora   | [ 121 ]         |
| 2016 | MTV Movie Awards                             | Intérprete Revelación                                                                | John Boyega                                                                                   | Nominado   | [ 121 ]         |
| 2016 | MTV Movie Awards                             | Mejor Interpretación de Acción                                                       | John Boyega                                                                                   | Nominado   | [ 121 ]         |
| 2016 | MTV Movie Awards                             | Mejor Reparto                                                                        | Star Wars: Episode VII - The Force Awaken                                                     | Nominada   | [ 121 ]         |
| 2016 | MTV Movie Awards                             | Mejor Héroe                                                                          | Daisy Ridley                                                                                  | Nominada   | [ 121 ]         |
| 2016 | MTV Movie Awards                             | Mejor Villano                                                                        | Adam Driver                                                                                   | Ganador    | [ 121 ]         |
| 2016 | MTV Movie Awards                             | Mejor Interpretación Virtual                                                         | Andy Serkis                                                                                   | Nominado   | [ 121 ]         |
| 2016 | MTV Movie Awards                             | Mejor Interpretación Virtual                                                         | Lupita Nyong'o                                                                                | Nominada   | [ 121 ]         |
| 2016 | MTV Movie Awards                             | Mejor Pelea                                                                          | Daisy Ridley vs. Adam Driver                                                                  | Nominados  | [ 121 ]         |
| 2016 | Kids' Choice Awards                          | Película Favorita                                                                    | Star Wars: Episode VII - The Force Awakens                                                    | Ganadora   | [ 122 ]         |
| 2016 | Kids' Choice Awards                          | Actriz de Película Favorita                                                          | Daisy Ridley                                                                                  | Nominada   | [ 122 ]         |
| 2016 | Kids' Choice Awards                          | Actor de Película Favorito                                                           | John Boyega                                                                                   | Nominado   | [ 122 ]         |
| 2015 | Saturn Awards                                | Best Actress in a Film                                                               | Daisy Ridley for (Star Wars: The Force Awakens)                                               | Ganadora   | [ 123 ]         |
| 2015 | Saturn Awards                                | Best Actor in a Film                                                                 | John Boyega for (Star Wars: The Force Awakens)                                                | Ganador    | [ 123 ]         |
| 2015 | Saturn Awards                                | Best Actor in a Film                                                                 | Harrison Ford for (Star Wars: The Force Awakens)                                              | Ganador    | [ 123 ]         |
| 2015 | Saturn Awards                                | Best Supporting Actress in a Film                                                    | Carrie Fisher for (Star Wars: The Force Awakens)                                              | Ganadora   | [ 123 ]         |
| 2015 | Saturn Awards                                | Best Supporting Actress in a Film                                                    | Lupita Nyong'o for (Star Wars: The Force Awakens)                                             | Ganadora   | [ 123 ]         |
| 2015 | Saturn Awards                                | Best Supporting Actor in a Film                                                      | Adam Driver for (Star Wars: The Force Awakens)                                                | Ganador    | [ 123 ]         |
| 2015 | Saturn Awards                                | Best Film Director                                                                   | J.J. Abrams for (Star Wars: The Force Awakens)                                                | Ganador    | [ 123 ]         |
| 2015 | Saturn Awards                                | Best Film Costume Design                                                             | Star Wars: The Force Awakens for (Michael Kaplan)                                             | Ganadora   | [ 123 ]         |
| 2015 | Saturn Awards                                | Best Film Editing                                                                    | Star Wars: The Force Awakens for (Maryann Brandon, Mary Jo Markey)                            | Ganadora   | [ 123 ]         |
| 2015 | Saturn Awards                                | Best Film Music                                                                      | Star Wars: The Force Awakens for (John Williams)                                              | Ganadora   | [ 123 ]         |
| 2015 | Saturn Awards                                | Best Film Production Design                                                          | Star Wars: The Force Awakens for (Rick Carter, Darren Gilford)                                | Ganadora   | [ 123 ]         |
| 2015 | Sarurn Awards                                | Best Film Special / Visual Effects                                                   | Star Wars: The Force Awakens for (Roger Guyett, Patrick Tubach, Neal Scanlan, Chris Corbould) | Ganadora   | [ 123 ]         |
| 2015 | Saturn Awards                                | Best Film Writing                                                                    | Star Wars: The Force Awakens for (Lawrence Kasdan, J.J. Abrams, Michael Arndt)                | Ganadora   | [ 123 ]         |
| 2015 | Saturn Awards                                | Best Science Fiction Film Release                                                    | Star Wars: The Force Awakens                                                                  | Ganadora   | [ 123 ]         |
| 2015 | Saturn Awards                                | Best Film Make Up                                                                    | Star Wars: The Force Awakens for (Neal Scanlan)                                               | Ganadora   | [ 123 ]         |
| 2016 | Grammys Awards                               | Best Score Soundtrack for Visual Media                                               | Star Wars: The Force Awakens                                                                  | Ganadora   | [ 124 ] [ 125 ] |

## Secuelas
En agosto de 2014 se confirmó a Rian Johnson (Looper) como director y guionista del Episodio VIII. Estaba programado para estrenarse el 26 de mayo de 2017, aunque la reescritura del guion hizo que se retrasara al 15 de diciembre de 2017. El episodio IX fue estrenado el 20 de diciembre de 2019, dirigido por J.J. Abrams.